# Reaction control system

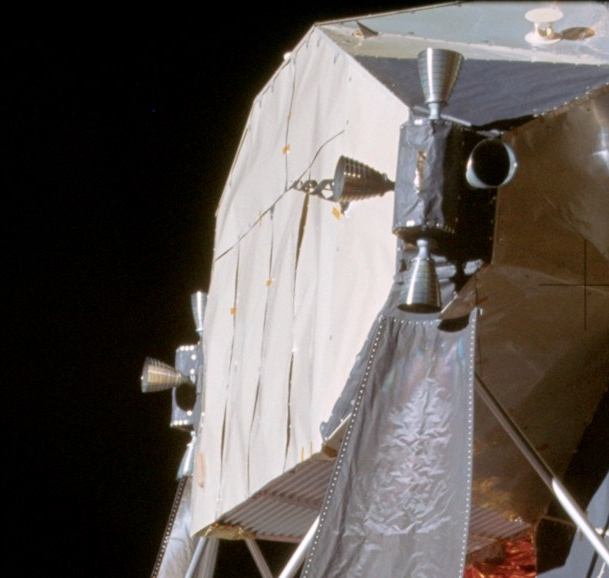
Blocco RCS sul Modulo Lunare Apollo.

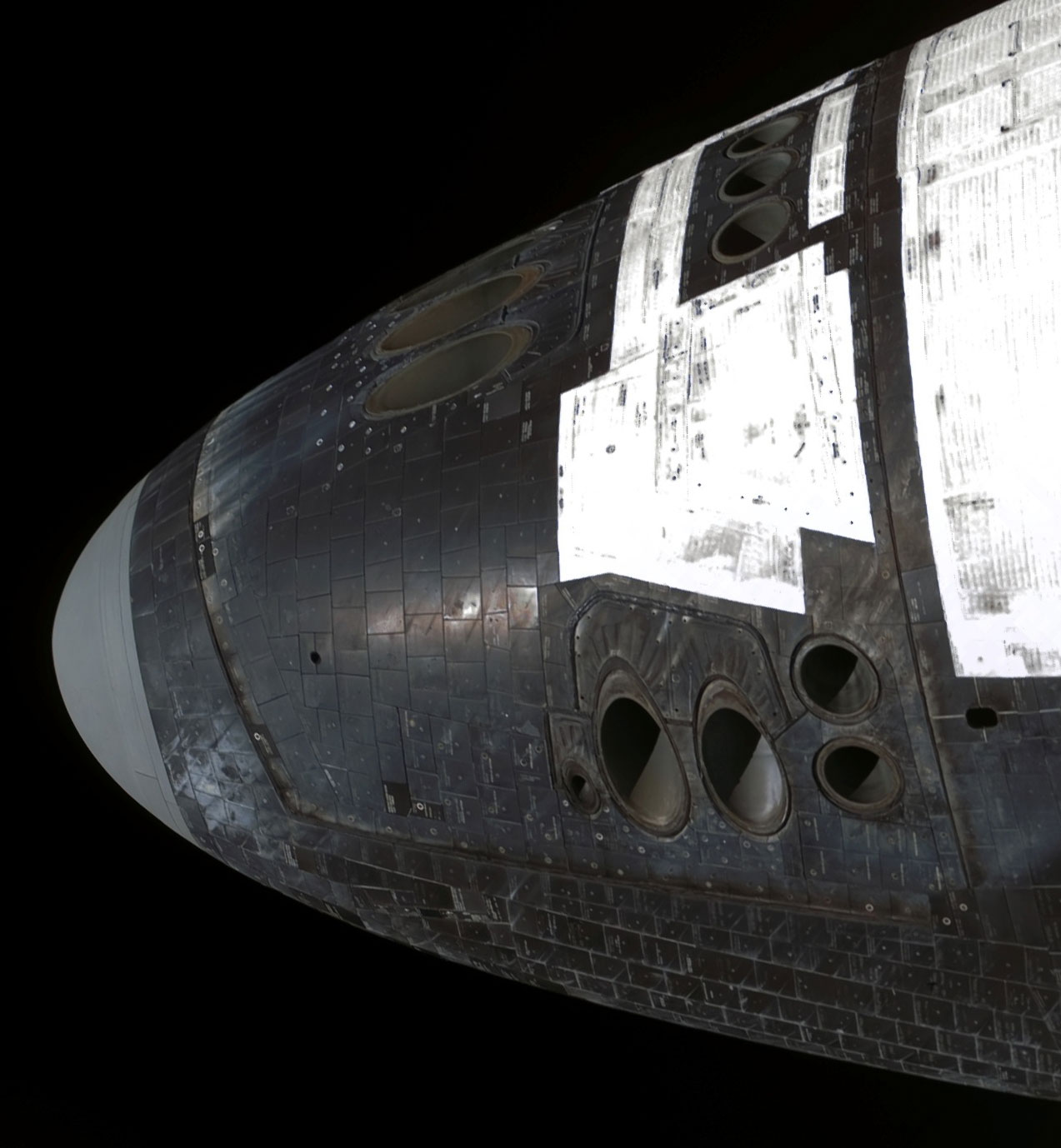
Motori RCS sulla prua dello Space Shuttle.

Il  Reaction Control System, abbreviato RCS, è un sistema delle navette spaziali che permette, attraverso l'utilizzo di piccoli propulsori, di controllare l'assetto e talvolta di traslare.  Un RCS è in grado di fornire piccole quantità di spinta in qualsiasi direzione o combinazione di direzioni desiderata, per consentire il controllo della rotazione (rollio, beccheggio e imbardata).

## Dettagli
Il sistema RCS è costituito da una serie di propulsori grandi e piccoli, per consentire di muoversi in ogni direzione desiderata o per una combinazione di direzioni. Il RCS permette il controllo delle rotazioni e traslazioni sugli assi di rollio, imbardata e beccheggio. Al contrario, i motori principali della navetta spaziale provvedono la spinta in un'unica direzione (sebbene in alcuni casi, come negli OMS dello Space Shuttle, gli ugelli sono leggermente orientabili), ma sono molto più potenti.
Il Reaction Control System dei veicoli spaziali vengono utilizzati per:
- controllo dell'assetto durante il rientro;
- stazionamento in orbita;
- portare a termine le manovre di rendezvous e di aggancio tra navette (utilizzando il controllo della traslazione per controllare la velocità di avvicinamento al proprio target ed allinearsi al punto di attracco);
- controllo dell'orientamento o "puntamento del muso" della navetta;
- come sistema di riserva per il de-orbiting (l'uscita dall'orbita), nel caso di guasto ai motori principali;
- motori a vuoto per adescare il sistema di alimentazione per una combustione del propulsore principale.

### Alimentazione
Questi propulsori solitamente sono alimentati da propellenti ipergolici come idrazina o monometilidrazina (nello Space Shuttle) insieme ad un ossidante, che provoca l'accensione spontanea. Poiché i veicoli spaziali contengono solo una piccola quantità di carburante e ci sono poche possibilità di riempirli, sono stati sviluppati sistemi di controllo della reazione alternativi in modo che il carburante possa essere conservato. Per il mantenimento delle stazioni, alcuni veicoli spaziali (in particolare quelli in orbita geosincrona ) utilizzano motori con elevato impulso specifico come arcjet, propulsori ionici o propulsori ad effetto Hall.

### Controllo
Per controllare il sistema manualmente ci si serve di due joystick, uno comanda la rotazione e l'altro la traslazione. Nelle navette Dragon 2 della SpaceX invece dei tradizionali joystick vengono comandati dai Touch Screen

## Posizione dei propulsori sui veicoli spaziali

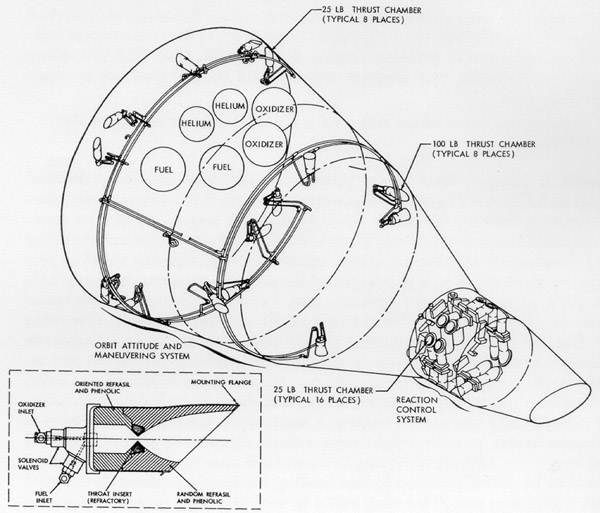
Posizione del Reaction Control System nella capsula Gemini

Le capsula spaziale Mercury e Gemini utilizzavano entrambi raggruppamenti di ugelli per fornire il controllo dell'assetto. I propulsori erano situati fuori dal loro centro di massa, fornendo così una coppia per ruotare la capsula. La capsula Gemini a differenza della Mercury, era anche in grado di regolare la sua rotta di rientro. I propulsori Mercury utilizzavano un monopropellente perossido di idrogeno che si trasformava in vapore quando forzato attraverso uno schermo di tungsteno, e i propulsori Gemini utilizzavano propellente ipergolico mono-metilidrazina, e come ossidante veniva usato il tetrossido di diazoto.
La navicella Gemini era inoltre dotata di un sistema di manovra e atteggiamento orbitale ipergolico, che la rendeva la prima navicella spaziale con equipaggio con traslazione così come la capacità di rotazione. Il controllo dell'assetto in orbita è stato ottenuto sparando coppie di otto propulsori da 25 libbre (110 N) situati attorno alla circonferenza del suo modulo adattatore all'estremità poppiera estrema. Il controllo della traslazione laterale è stato fornito da quattro propulsori da 100 libbre (440 N) attorno alla circonferenza all'estremità anteriore del modulo adattatore (vicino al centro di massa del veicolo spaziale). Due propulsori da 85 libbre (380 N) rivolti in avanti nella stessa posizione, fornivano una traslazione a poppa, e due propulsori da 100 libbre (440 N) situati all'estremità poppiera del modulo adattatore fornivano una spinta in avanti, che poteva essere utilizzato per cambiare l'orbita del velivolo. Il modulo di rientro Gemini aveva anche un sistema di controllo di rientro separato di sedici propulsori situati alla base del suo naso, per fornire il controllo rotazionale durante il rientro.

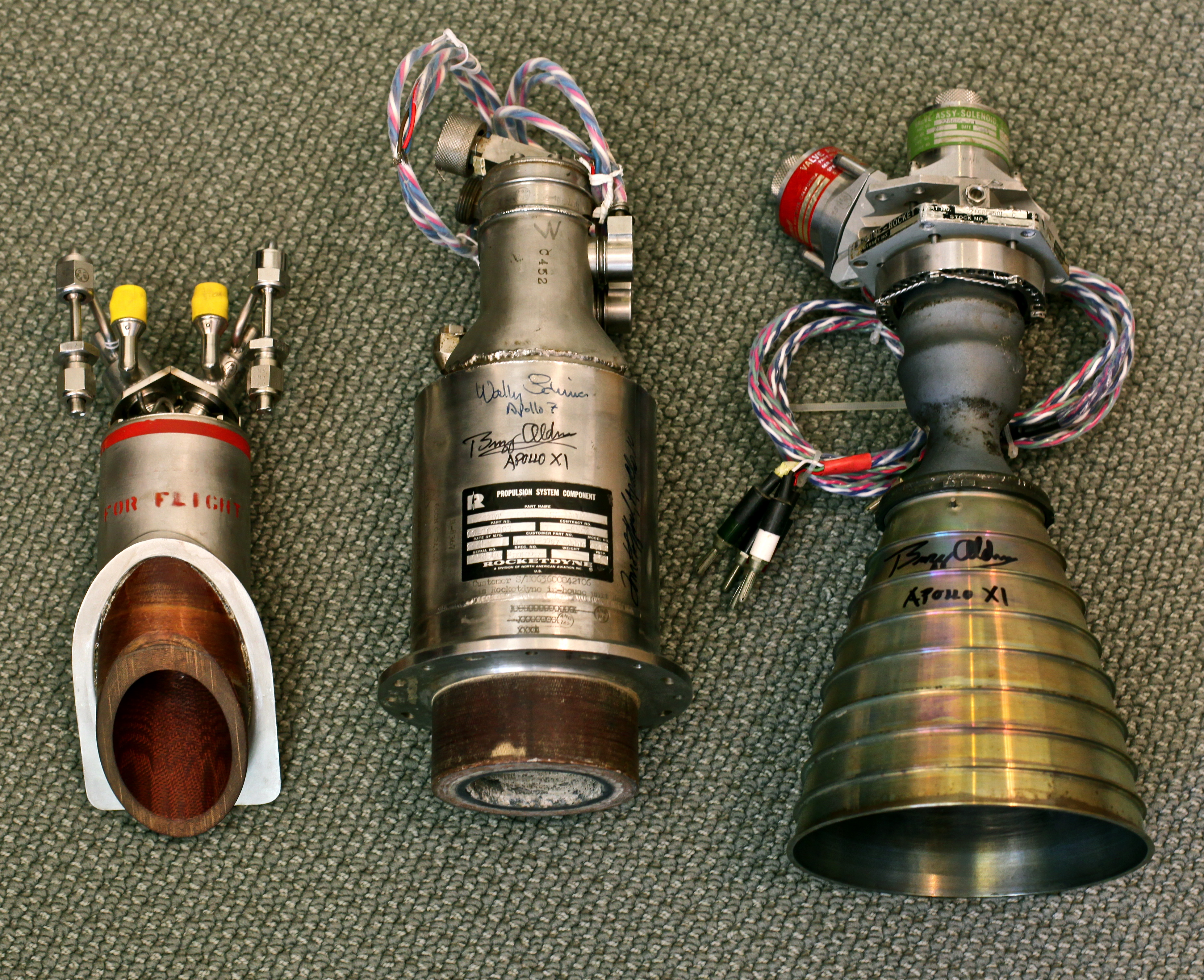
Da sinistra a destra, i tre motori bipropellenti utilizzati per le manovre nello spazio. Il primo del programma Gemini e il secondo e terzo del programma Apollo.

Il modulo di comando dell'Apollo aveva una serie di dodici Propulsori Ipergolici per il controllo dell'assetto e il controllo del rientro direzionale simile al Gemini.
Il modulo di servizio Apollo e il modulo lunare avevano ciascuno un set di sedici propulsori ipergolici R-4D, raggruppati in gruppi esterni di quattro, per fornire sia la traslazione che il controllo dell'assetto. I cluster erano situati vicino ai centri di massa medi del velivolo e venivano sparati a coppie in direzioni opposte per il controllo dell'assetto.
Un paio di propulsori di traslazione si trovano nella parte posteriore della navicella Soyuz; i propulsori ad azione contraria sono similmente accoppiati al centro del veicolo spaziale (vicino al centro di massa) rivolti verso l'esterno e in avanti. Questi agiscono in coppia per impedire la rotazione del veicolo spaziale. I propulsori per le direzioni laterali sono montati vicino al centro di massa della navicella, anche a coppie. 

## Sistemi della Stazione Spaziale Internazionale
La Stazione spaziale internazionale utilizza giroscopi alimentati elettricamente per il controllo dell'assetto primario, con i sistemi di propulsione RCS come sistemi di backup.